# Daiki Takamatsu
Pour les articles homonymes, voir Takamatsu et Takamatsu (homonymie).
Daiki Takamatsu (高松 大樹, Takamatsu Daiki) est un footballeur japonais né le 8 septembre 1981 à Ube dans la préfecture de Yamaguchi au Japon.